# Самозречення
Самозрече́ння (англ. Self-abandonment), або зре́чення (англ. Abandonment)
1. добровільна відмова від благ, бажань тощо[1].
2. у юриспруденції добровільна відмова від прав; офіційний документ про відмову; абандон.
3. у християнстві акт добровільної відмови від своєї волі, бажань і пристрастей, задля єднання з Богом. У аскетичній та езотеричній літературі розглядається як перший ступінь зближення з Господом. Внаслідок самозречення людина кориться Божественній волі, сприймає усі випробовування, які Бог посилає її душі[2].